# イザワオフィス
株式会社イザワオフィス（IZAWA OFFICE CO., LTD.）は、日本の芸能事務所、テレビ番組制作プロダクション。

## 概要
1979年1月11日に渡辺プロダクション（以下「ナベプロ」）の社員で、ザ・ドリフターズ（以下「ドリフ」）のマネージャーを務めていた井澤健が、ナベプロから独立、自身の全額出資により設立。
ドリフの人気上昇に伴い、ハナ肇とクレージーキャッツと同じ事務所に所属していると競合して何かと都合が悪いとのナベプロの判断による暖簾分けの意味合いが強い別組織化だったとされる。
社名ロゴの書体は『週刊プレイボーイ』（集英社）に類似している。
イザワオフィス自体は創業者である井澤家がオーナーであり、ナベプロや系列会社との資本関係は無いが、以上の経緯から渡辺プロダクショングループの一員とされており、イザワオフィスの公式サイトには関連会社としてナベプロへのリンクがあり、またナベプロ側の公式サイトにもイザワオフィスへのリンクがある。
イザワオフィスは、『ドリフ大爆笑』などフジテレビ系列で放送されるバラエティ番組を制作するテレビ番組制作会社でもある。
フジテレビとイザワオフィスはナベプロ同様、長年にわたりパイプが太く、『ドリフ大爆笑』『志村けんのバカ殿様』『志村けんのだいじょうぶだぁ』やフジテレビの一部の深夜番組などの制作著作権はイザワオフィスが持っている。
ナベプロ及びマネジメント子会社のワタナベエンターテインメントとの関係上、所属タレントの数は多くはないが、いしだあゆみ（設立時にドリフ同様ナベプロから移籍）や小泉孝太郎らがおり、現在も新規にタレントが所属することがある。
イザワオフィスの公式サイトはドリフが目立つようにデザインされており、ドリフメンバーで故人となったいかりや長介、仲本工事、志村けんも事実上の永久所属（いかりやは筆頭タレント）扱いになっている。
創業時から井澤健が長らく社長であったが、2021年に息子の秀治が社長に就任し、健は代表取締役会長となった。

## 所属タレント

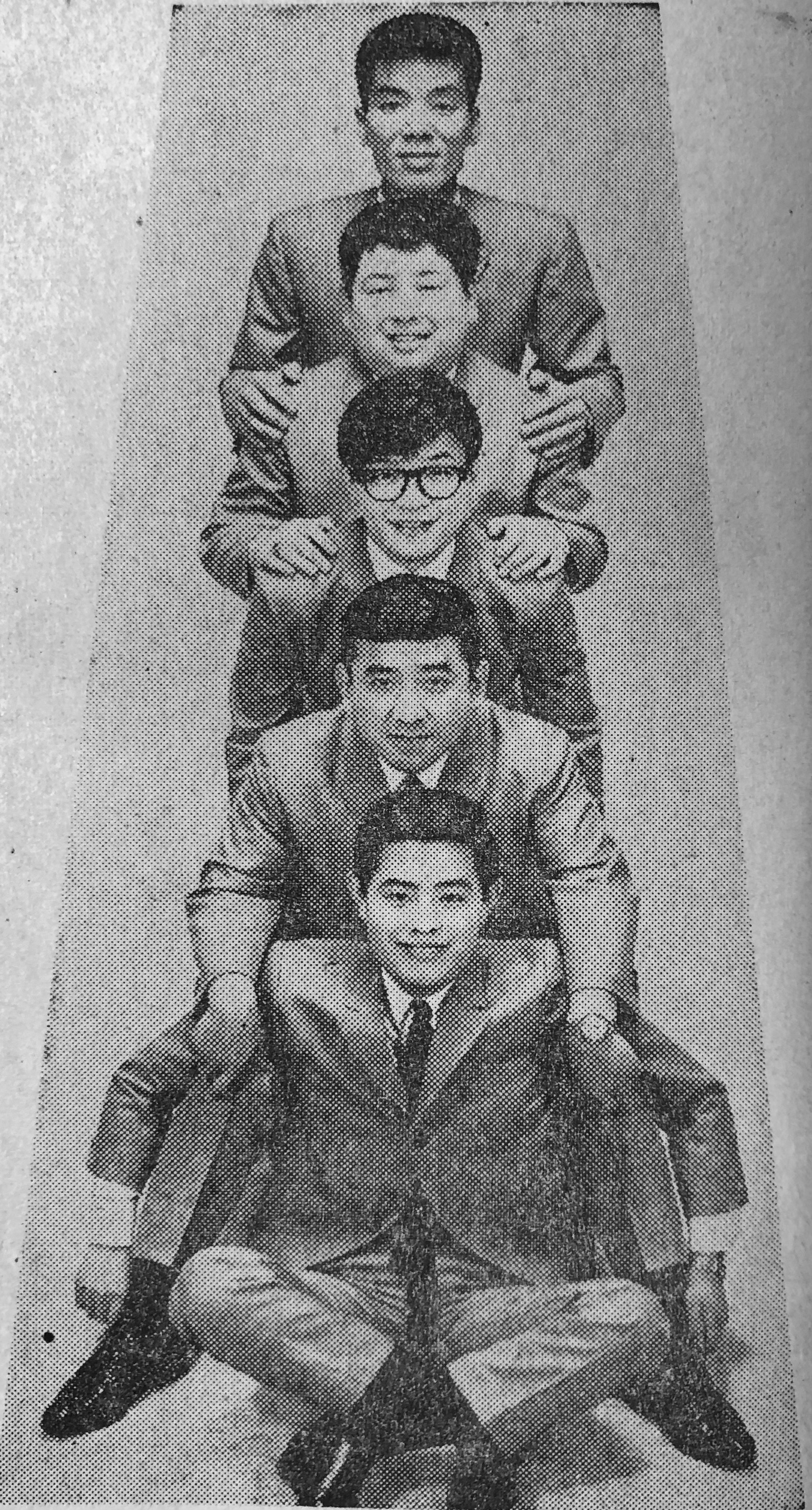
ザ・ドリフターズ

- ザ・ドリフターズ
  - 加藤茶（設立時より所属）
  - 高木ブー（設立時より所属）
- 小泉孝太郎
- 松本岳
- 足立尭之
- 白鳥紗良
- 土井悠
- 入山楓
- 後藤郁
- 海乃美月（業務提携）
- 星那莉子
- 泉ありか
- 黒川太雅
- 福本れな
- 矢嶋奏怜
- 神江ジョー
- 柴村天
- 中野冬也

## 旧所属タレント
いかりや・仲本・志村に関しては肖像権管理などのため公式サイトでは永久所属扱いとなっている。
- ザ・ドリフターズ
  - いかりや長介
  - 仲本工事
  - 志村けん
- 芦田伸介（在籍中に死去）[7]
- 佐伯伽耶（引退）[8]
- 定岡正二[9]
- 竹脇無我（在籍中に死去）[10]
- 木内晶子[11]
- いしだあゆみ（在籍中に死去）
- 広岡瞬
- 小林千絵
- 夏原諒
- 麻生祐未
- 赤崎月香（引退）

## 制作したテレビ番組
以下は主な番組を記載。カッコ書きのあるもの以外は全てフジテレビで放送。

### ザ・ドリフターズ関連
- ドリフ大爆笑
- ドリフと女優の爆笑劇場（テレビ朝日）
- 志村けんとドリフの大爆笑物語

以上のほか、メンバー単独出演のものも列挙（後述の「フジテレビ土曜午後1時枠」を除く）。

#### 加藤茶と志村けんの共演番組
- 加トちゃんケンちゃん光子ちゃん
- 加トちゃんケンちゃんスペシャル（テレビ朝日）
- 加トちゃんケンちゃんごきげんテレビ（TBS）
- KATO&KENテレビバスターズ（TBS）

#### 志村けんの番組
- 志村けんのバカ殿様
- 志村けんの失礼しまぁーす!（日本テレビ）
- 志村けんのだいじょうぶだぁ
- 志村けんはいかがでしょう
- 志村けんのオレがナニしたのヨ?
- けんちゃんのオーマイゴッド
- 深夜番組
  - Shimura-Xシリーズ
  - 変なおじさんTV
  - 志村流
  - 志村塾
  - 志村通
  - 志村けんのだいじょうぶだぁII
  - 志村屋です。
  - 志村軒
  - 志村劇場
  - 志村だヨ!
  - 志村笑!
  - 志村座
  - 志村の時間
  - 志村の夜
  - 志村でナイト
  - 志村友達

### 小泉孝太郎の番組
- 孝太郎が行く
- 孝太郎ラボ
- 孝太郎プラス
- The孝太郎
- 武=孝太郎
- 孝太郎Wキッチン
- 孝太郎が行く2
- 小泉孝太郎&ムロツヨシ 自由気ままに2人旅 ※年1回の特番
- 今田孝太郎

### フジテレビ土曜午後1時枠
- スタミナ天国ターボ
- 加トちゃんマチャミのお台場CHA・CHA!!
- CHACHAKEN TV
- ごごいち
- パパアミーゴ!

### その他
- 音楽旅行
- SADA&KAYAのパーティーナイトG
- ロケットパンチ!
- バクマリヤ
- つんくタウン
- ゴールドパスポート
- ハローランド
- ブレイクもの!
- とんねるずの番組（下記2番組はいずれもTBS）
  - ねる様の踏み絵
  - とんねるずのカバチ

## 関連プロダクション
前述の通り、資本関係は無い。
- 渡辺プロダクション
- ワタナベエンターテインメント
- トップコート
- ドリフターズ事務所 - いかりや長介の個人事務所として別途設立。当社と提携の上でいかりや及びザ・ドリフターズに関する業務を分担した。いかりやの没後は長男・碇矢浩一が継承。
- エス・カンパニー - 志村けんの個人事務所として別途設立。2020年の志村の没後は次兄・美佐男が引き継いでいたが、翌年2021年6月に美佐男が死去した為、長兄・知之と美佐男の息子が取締役になった。
- K-ROCK - 1991年にアン・ルイスがナベプロから独立した際に、イザワオフィス内に設立した個人事務所。元光GENJIの佐藤寛之も一時期所属。
- アライバル -1994年にとんねるずがオフィスAtoZから独立した際に、イザワオフィスと提携して設立した事務所。とんねるずが出演した2つの番組にイザワオフィスが制作協力で関与していたが、現在は提携を解消している。